# Доберман, Фридрих Луис
Карл Фридрих Луис Доберман (нем. Karl Friedrich Louis Dobermann, при рождении Тоберман (нем. Tobermann; 2 января 1834, Апольда, Саксен-Веймар-Эйзенах — 9 июня 1894, Апольда, Германская империя) — первый заводчик породы собак доберман.

## Биография
После окончания франко-прусской войны, в 1890 году, в Апольде он начал создание новой породы собак. Это стремление Добермана было обусловлено тем, что он служил сборщиком налогов и желал обеспечить свою безопасность с помощью сопровождающей собаки. Доберман стремился создать породу собак, которые были бы идеальным защитником, сочетая в себе силу, верность, интеллект и свирепость.
После его смерти в 1894 году Отто Гёллер и Филипп Грюнинг продолжали развивать уже выведенную породу до её сегодняшнего уровня. Выведенную породу назвали в его честь доберман-пинчером, но спустя полвека отказались в названии породы от слова «пинчер».